# Дёмин, Лев Михайлович
Лев Миха́йлович Дёмин (1 марта 1923, с. Хмелевка, Костромская область — 1 апреля 2008, Москва) — советский и российский востоковед, журналист-международник, историк.

## Биография
Родился в семье служащих. Участник Великой Отечественной войны. Окончил исторический факультет Ленинградского педагогического института имени А. И. Герцена) (1949) и восточный факультет Высшей дипломатической школы МИД СССР (1954). Кандидат исторических наук (1956), доцент.
Трудовая деятельность началась в Совинформбюро (1946). В 1954—1965 годах работал в посольстве СССР в Индонезии, затем до 1967 года преподавал в Университете дружбы народов имени Патриса Лумумбы. В 1967—1969 годах был корреспондентом газеты «Правда» в Индонезии. В 1970—1998 годах — старший научный сотрудник Института востоковедения АН СССР. В последующем работал в Российском университете дружбы народов в качестве доцента кафедры теории и истории журналистики.
Написал более 20 книг, в том числе об Индонезии и других странах Юго-Восточной Азии и об истории России, а также сотни статей в журналах, сборниках и альманахах.
Академик РАЕН. Член Союза писателей России (1993), Русского географического общества, общества «Россия — Индонезия», Общества «Нусантара».
Награждён орденом Отечественной войны 2-й степени, медалями.

## Публикации
- Японская оккупация Индонезии (1942—1945 гг.). — М., 1963. — 235 с.
- Остров Бали. АН СССР, Институт народов Азии. — М.: Наука, 1964. 304 с. (Рец. Парникель Б. Б. Некоторые вопросы балийской истории и культуры (по поводу одного издания [Дёмин Л. М. Остров Бали. М., 1964]) // Народы Азии и Африки, 1967. — № 2. — С. 195—204).
- Искусство Индонезии. — М., 1965.
- За Татарским проливом. (Сахалинские очерки). — М.: Мысль, 1965. — 102 с.
- Над Мерапи облака. Очерки об Индонезии. — М.: Наука, 1971. — 276 c. — (Путешествия по странам Востока).
- Малайзия экзотическая и будничная. — М.: Мысль, 1971.
- Сингапур многоликий. — М.: Мысль, 1975. — 80 с.
- Бруней. — М.: Мысль, 1973. — 56 с. — (У карты мира). — 53 000 экз. (обл.)
- О печати Индонезии: (1950—1965). Тексты лекций. — М.: УДН 1977, — 36 с.
- Из яванского дневника / Отв. ред. Н. А. Симония. — М.: Наука, ГРВЛ, 1978. — 213 с., с илл. — (Рассказы о странах Востока).
- На дальних островах. — М.: Наука, Гл. ред. географической литературы, 1980. — 183 с. — (Рассказы о странах Востока).
- Беньовский: Каторжник император. Исторический роман (комм. Залиловой Ч. М.). Серия: Великие авантюристы. — М., 1980.
- Сахалинские записки. — М., 1983.
- В дальних странствия: Рассказ о путешественниках Щербатовых. — М.: Наука, 1984. — 110 с. — (Рассказы о странах Востока).
- (Составитель). Под небом Нусантары : Слово об Индонезии.[Сборник / Послесл. Н. Толмачева]. — М.: Мол. гвардия, 1985.
- Деклассированные слои в развивающихся странах Востока: (На прим. стран АСЕАН). — М.: Наука, 1985. — 247 с.
- Сквозь туманы и штормы: (Мореплаватель Воин Андреевич Римский-Корсаков). — М.: Мысль, 1986. — 208, [16] с. — 80 000 экз. (обл.)
- Индонезия. Закономерности, тенденции, перспективы развития. — М., 1987. — (совместно с Друговым А. Ю. и Чуфриным Г. И.)
- Семён Дежнёв. — М.: Молодая гвардия, 1990. — 336, [32] с. — (Жизнь замечательных людей. Малая серия). — 100 000 экз. (в пер.)
- Загадочный принц: Раден Салех и его время [Индонез. художник, просветитель и обществ. деятель, 1807?—1880]. — М.: Наука, 1990.
- С мольбертом по земному шару. Мир глазами Верещагина. — М.: Мысль, 1991.
- Леонид Хаустов. Литературный портрет. — М.: Альфа и Омега, 1996. — 103 с. — 600 экз. (обл.)
- Порушенные святыни. — М.: Альфа и Омега, 1996.
- Каторжник-император. Ист. роман. — М.: Армада, 1998.
- Глеб Белозерский: Исторический роман. — М. 2003
- Дежнёв — первопроходец. Ист. роман. — М.: АСТ, 2004, 444 c. (Золотая библиотека исторического романа).
- Белозерское удельное княжество в системе феодальных отношений средневековой Руси и в свете объединительной политики Московского государства. М.: Общество дружбы и развития сотрудничества с зарубежными странами, 2005.  — с. 192.
- Сын алеутки. — М.: Общество дружбы и развития сотрудничества с зарубежными странами, 2006. — с. 144. — ISBN 5-903073-10-7.
- Михаил Черниговский. Жертва ханского гнева. — М.: АСТ, 2008. — 480 с.